# Ifira Black Bird Football Club
Ifira Black Bird Football Club é um clube de futebol vanuatuense com sede na capital Port Vila. Foi fundado em 1918. Disputa atualmente a primeira divisão nacional.